# Svartedalen
Svartedalen este o arie protejată (arie de protecție specială avifaunistică — SPA) din Suedia întinsă pe o suprafață de 3.280,8 ha, integral pe uscat.

## Localizare
Centrul sitului Svartedalen este situat la coordonatele 58°00′24″N 12°01′26″E / 58.0067°N 12.024°E.

## Înființare
Situl Svartedalen a fost declarat arie de protecție specială avifaunistică în decembrie 1996 pentru a proteja 12 specii de animale.

## Biodiversitate
Situată în ecoregiunea boreală, aria protejată nu include niciun habitat protejat.
La baza desemnării sitului se află mai multe specii protejate de  păsări (12): minunița (Aegolius funereus), cocoșul de mesteacăn (Bonasa bonasia), caprimulg (Caprimulgus europaeus), ciocănitoare neagră (Dryocopus martius), cufundar polar (Gavia arctica), ciuvică (Glaucidium passerinum), alunar (Nucifraga caryocatactes), vultur pescar (Pandion haliaetus), viespar (Pernis apivorus), ciocănitoare de munte (Picoides tridactylus), cocoșul de mesteacăn (Tetrao tetrix tetrix),  cocoș de munte (Tetrao urogallus).